# José Álvarez López
José Gabriel Álvarez López (Madrid, 28 luglio 1963) è un ex cestista spagnolo.

## Carriera
Con la Spagna conquistò la medaglia d'argento ai Giochi del Mediterraneo del 1987.